# Alan Steinohrt
Alan Steinohrt (1995) è un giocatore di football americano australiano, che gioca come defensive lineman per i New Yorker Lions.